# Bodovce
Bodovce é um município da Eslováquia, situado no distrito de Sabinov, na região de Prešov. Tem 7,52 km² de área e sua população em 2018 foi estimada em 355 habitantes.

## Demografia
| Ano:        | 1994 | 2004    | 2014   | 2024    |
| ----------- | ---- | ------- | ------ | ------- |
| Broj ljudi: | 277  | 321     | 334    | 392     |
| Razlika:    |      | +15,88% | +4,04% | +17,36% |

| Ano:               | 2023 | 2024 |
| ------------------ | ---- | ---- |
| Número de pessoas: | 392  | 392  |
| Diferença:         |      | +0%  |